# 米田淳一
米田淳一（よねたじゅんいち、1973年 - ）は秋田県生まれ、現在神奈川県在住の元小説家。日本推理作家協会会員。
1997年、講談社ノベルス『プリンセス・プラスティック－母なる無へ』でデビュー。
2004年出版された『時空断裂! 蒼空燃ゆ 歴史改変を阻止せよ』に、他サイトからの剽窃箇所があるとされて問題になる。
以後、自サイトで小説をオンライン販売していたが休止。2008年より、同人誌ダウンロードサイトでの委託販売に切り替えた。また、同年8月、絶版書籍の電子出版サイト「ダイナミックアーク」にて旧作(オンライン販売の同人版含む)の配信が開始された。なお、その際イラストレーターが変更された。
2010年より自サイトにて新作を無料公開、また自己出版で新作を発表している。
2017年、第1回NobelJam米光一成賞受賞。
2022年3月21日、自身のTwitterで小説家引退を表明。

## 作品リスト

### 長編小説
- プリンセス・プラスティックシリーズ　
  - プリンセス・プラスティック　－母なる無へ　1997年
  - エスコート・エンジェル　2001年
  - ホロウ・ボディ　2002年
  - フリー・フライヤー　2003年
  - グリッド・クラッカーズ　2003年
  - ハリアー・バトルフリート　2003年
- リサイクルビン　2000年
- スーパー防空巡洋艦『綾瀬』　－連合艦隊、最後の咆哮　2001年
- 極闘!! 航空護衛艦〈ほうしょう〉　(1)－(2)　2003年－2004年
- 時空断裂! 蒼空燃ゆ　－歴史改変を阻止せよ　2004年
- 零艇雄飛す　－太平洋海戦ラウンドⅠ　2004年

### 短編小説
- ブローアウト　2001年